# 織田五二七
織田 五二七（おだ いふな、1917年5月27日 - 2009年5月5日）は、日本の医師・作家。

## 経歴
佐賀県生まれ。織田長益の三男・織田俊長の子孫で、鍋島家鹿島藩藩医織田家の13代目。1935年に上京、日本大学医学部卒、1942年海軍軍医中尉に任官、軍艦「常磐」軍医長。のち大尉。1960年医学博士。佐賀県鹿島市に織田病院を設立し、院長、特定医療法人祐愛会織田病院理事長。そのかたわら、評論・小説などを書いた。
2009年5月5日、胆嚢癌のため死去。91歳没。

## 著書
- 『海の戦士の物語 戦艦「常磐」軍医長の記録』竹井出版 1984年
- 『大正ノスタルジア』竹井出版 1986年
- 『人生ロマンの日々』竹井出版 1989年
- 『たそがれの我が日々 昭和から平成へ』竹井出版 1990年
- 『青桐 あかつきよりたそがれまで』竹井出版 1991年
- 『夢のミクロネシア　ポナペの恋』致知出版社 1993年
- 『碧老録 夢・命・心・祈』致知出版社 1994年
- 『ウイルスは神の使いか』致知出版社 1996年